# Zevs
Zevs (starogrško Ζεύς: Zeús - nebo, dan) je v grški mitologiji poglavar vseh bogov, bog neba in nevihte. Predstavlja tudi čuvaja državne ureditve, zaščitnika pravice in boga svetlobe. Velja za kralja bogov  na gori Olimp. V rimski mitologiji je njegov »dvojnik« Jupiter. Njegove moči in mitologija sta podobni, vendar ne enaki ostalim indo-evropskim bogovom kot so Indra, Jupiter, Perkūnas, Perun, Thor, in Odin. Njegov simbol je hrast, v roki drži žezlo in strelo, ob njem pa je njemu posvečeni orel. Zevs je bil sprva vladar vsega, vendar se je z bratoma, Hadom in Pozejdonom dogovoril o vladanju z žrebom. Zevs je dobil nebo, Pozejdon morje, Had pa podzemlje.
Njegova starša sta titan Kronos in Rea, zato so ga prvotno imenovali Kronion ali Kronides. Kronos je vsakega od Reinih otrok pojedel takoj ob rojstvu, saj sta mu Gea in Uran prerokovala, da ga bo pogubilo lastno potomstvo. Mati ga je po nasvetu Gee in Urana skrivaj rodila na Kreti, kjer ga je dojila koza Amaltea. Kronosu je Rea dala namesto novorojenega Zevsa v plenica povit kamen. Ko je Zevs odrasel, je premagal Kronosa in ga prisilil, da je izbljuval svoje otroke: Demetro, Hero, Pozejdona, Hesto in Hada.
Poročen je s svojo starejšo sestro Hero, ki mu je rodila Aresa, Hefajsta in Hebo. Njuno zakonsko življenje motijo prepiri zaradi Zevsovega uhajanja k drugim ženam, pa tudi mladeničem, kot je Ganimed. Z umrljivimi in nesmrtnimi je imel nešteto otrok. Boginja Temis mu je rodila Hore, Moire in Nimfe. Titanova hči Leto mu je rodila Apolona in Artemido, Titanova hči Diona pa Afrodito. Boginja Demetra mu je rodila Perzefono, Mnemosine pa devet muz. Z Atlasovo hčerjo Maio se mu je rodil Hermes. Umrljive ljubice, ki zapeljuje v različnih podobah, so mu rodile kopico junakov. Alkmena, ki se ji je približal v podobi njenega moža Amfitriona, mu je rodila junaka Herakleja; Danajo je zapeljal v podobi zlatega dežja in rodila mu je Perzeja; Evropo je odpeljal v podobi bika na Kreto, kjer mu je rodila tri sinove: Minosa, Radamantisa in Sarpedona; Ledi se je približal kot labod in je rodila Heleno in Dioskura (Dvojčka); Antiopo je zapeljal kot satir in rodila mu je dvojčka Amfiona in Zeta; Semele mu je rodila Dioniza; lepo Io je spremenil v belo kravo, da ga Hera ne bi zasačila pri grehu; Kalisto pa je spremenil v medvedko, da bi jo rešil pred ljubosumno Hero.
V njegovem kasnejšem kultu se pojavljajo elementi monoteizma. Pogosto so ga imenovali tudi Oče bogov in ljudi. Gospoduje na visokem Olimpu, od koder pošilja strele in dež. Z Olimpa, nedosegljivega ljudem, pošilja s pomočjo egide (mogočni ščit) dež, sneg, veter, viharje in meteže, predvsem pa strelo in grom ter zbira oblake.
Najstarejše mesto, kjer so častili Zevsa, je bilo Dodona v epirski pokrajini. Tam je bilo tudi najznamenitejše preročišče poleg Apolonovega v Delfih. Iz šumenja svetega hrasta so svečeniki prerokovali ljudem, ki so spraševali Zevsa za nasvet.
Tudi v Olimpiji v Elidi je bilo slavno Zevsovo svetišče in preročišče. Zevsu v čast so v Olimpiji vsake štiri leta prirejali olimpijske igre, vsehelensko tekmovanje.
Za Zevsov tempelj v Olimpiji na Peloponezu je izdelal znameniti kipar Fidija njemu v čast slavni kip iz lesa, obložen z zlatom in slonovino izdelan v krizelefantinski tehniki.
»Reče in nagne do nje temačne obrvi Kronion,

v slapu uspó se na lica ambrozijski kodri vladalcu

z glave nesmrtne in glej: zaziblje se silni Olimpos!«